# Кубок світу з біатлону 2007—2008 — етап 8
Восьмий етап Кубка світу з біатлону 2007—2008 відбувався в Ханти-Мансійську, Росія, з 5 березня по 9 березня 2008 року.

## Гонки
Розклад гонок наведено нижче
| Дата      | Час       | Гонка                            |
| --------- | --------- | -------------------------------- |
| 6 березня | 17:00 CET | Жінки, спринт 7,5 км             |
| 6 березня | 14:30 CET | Чоловіки, спринт 10 км           |
| 8 березня | 17:00 CET | Жінки, переслідування 10 км      |
| 8 березня | 15:30 CET | Чоловіки, переслідування 12,5 км |
| 9 березня | 17:00 CET | Жінки, мас-старт 12,5 км         |
| 9 березня | 15:00 CET | Чоловіки, переслідування 15 км   |

## Призери

### Чоловіки
| Гонка:                                                                          | Золото:                       | Час                | Срібло:                       | Час               | Бронза:               | Час               |
| Спринт 10 км Протокол [Архівовано 3 березня 2012 у Wayback Machine.]            | Уле-Ейнар Б'єрндален Норвегія | 25:24.9 (0+0)      | Еміль Хегле Свендсен Норвегія | 25:34.9 (0+0)     | Андрій Маковєєв Росія | 25:57.4 (0+1)     |
| Переслідування 12,5 км Протокол [Архівовано 15 вересня 2012 у Wayback Machine.] | Еміль Хегле Свендсен Норвегія | 35:50.4 (0+2+0+0)  | Томаш Сікора Польща           | 36:07.2 (0+0+0+0) | Андрій Маковєєв Росія | 36:13.5 (0+0+1+2) |
| Мас-старт 15 км Протокол [Архівовано 15 вересня 2012 у Wayback Machine.]        | Томаш Сікора Польща           | 41:20.28 (0+0+0+1) | Даніель Граф Німеччина        | 41:35.9 (0+0+1+1) | Міхал Шлезінгр Чехія  | 41:35.9 (0+0+1+1) |

### Жінки
| Гонка:                                                                       | Золото:                    | Час               | Срібло:                    | Час               | Бронза:                  | Час               |
| Спринт, 7,5 км Протокол [Архівовано 1 квітня 2012 у Wayback Machine.]        | Маґдалена Нойнер Німеччина | 21:46.5 (0+1)     | Сандрін Байї Франція       | 21:56.6 (0+0)     | Альбіна Ахатова Росія    | 22:02.5 (0+0)     |
| Переслідування 10 км Протокол [Архівовано 10 червня 2015 у Wayback Machine.] | Катрін Гітцер Німеччина    | 33:51.6 (0+0+1+0) | Сандрін Байї Франція       | 33:53.1 (0+0+2+0) | Андреа Хенкель Німеччина | 34:13.8 (2+0+0+0) |
| Мас-старт 12,5 км Протокол [Архівовано 1 квітня 2012 у Wayback Machine.]     | Катрін Гітцер Німеччина    | 38:04.9 (1+0+0+1) | Маґдалена Нойнер Німеччина | 38:24.1 (1+1+1+2) | Світлана Слєпцова Росія  | 38:38.2 (0+0+2+1) |